# Galatéa Bellugi
Pour les articles homonymes, voir Bellugi.

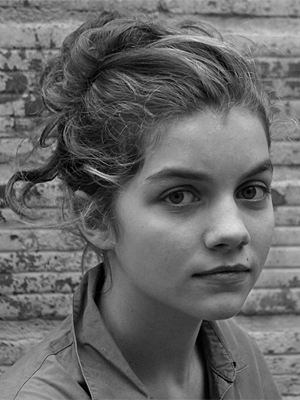
Galatéa Bellugi en 2014.

Galatéa Bellugi est une actrice française née le 8 août 1997 à Paris.

## Biographie
Née d'un père italien, l'acteur Duccio Bellugi-Vannuccini, et d'une mère danoise costumière parlant les deux langues, Galatéa Kraghede Bellugi a commencé sa carrière au Théâtre du Soleil avec Ariane Mnouchkine, où travaillait — et travaille toujours — son père en tant qu'acteur.
Sa sœur Alba Gaïa Bellugi est également actrice, connue pour son interprétation d’Élise dans le film Intouchables.
Après avoir suivi des cours de danse contemporaine au collège, puis de danse classique et de saxophone, elle fait de la natation synchronisée au lycée. Elle part ensuite pour Montréal faire une licence d'études cinématographiques.
Après la sortie du film L'Apparition, elle retourne à Copenhague suivre une licence de relations internationales.

## Filmographie
- 2005 : Les Yeux clairs de Jérôme Bonnell : la petite fille
- 2011 : Elle ne pleure pas, elle chante de Philippe de Pierpont : Louise
- 2015 : À 14 ans d'Hélène Zimmer : Jade
- 2015 : Keeper de Guillaume Senez : Mélanie[4],[5]
- 2016 : Réparer les vivants de Katell Quillévéré : Juliette
- 2018 : L'Apparition de Xavier Giannoli : Anna
- 2018 : Le Garçon invisible : Deuxième génération (Il ragazzo invisibile - Seconda generazione) de Gabriele Salvatores : Natasha[6]
- 2019 : Une jeunesse dorée d'Eva Ionesco : Rose
- 2021 : Tralala d'Arnaud et Jean-Marie Larrieu : Virginie
- 2022 : Amanda de Carolina Cavalli : Rebecca
- 2023 : Chien de la casse de Jean-Baptiste Durand : Elsa
- 2023 : La Fille d'Albino Rodrigue de Christine Dory : Rosemay
- 2023 : La Passion de Dodin Bouffant de Trần Anh Hùng : Violette
- 2024 : Gloria! de Margherita Vicario : Teresa
- 2024 : Elle et lui et le reste du monde d'Emmanuelle Belohradsky : Bulle
- 2024 : L'Engloutie de Louise Hémon
- 2025 : Tout recommencera de Jérôme Bonnell

## Télévision
- 2021 : H24 de Valérie Urrea et Nathalie Masduraud : 01h - Under Control

## Théâtre
- 2003 : Le Dernier Caravansérail (Odyssées) d'Ariane Mnouchkine
- 2008 : Les Éphémères d'Ariane Mnouchkine

## Distinctions

### Récompense
- Festival international du film de Marrakech 2015 : prix d'interprétation féminine pour Keeper

### Nominations
- César 2019 : meilleur espoir féminin pour L'Apparition
- Prix Lumières 2019 : révélation féminine pour L'Apparition
- César 2024 : meilleure actrice dans un second rôle pour Chien de la casse